# Motor s válci do U

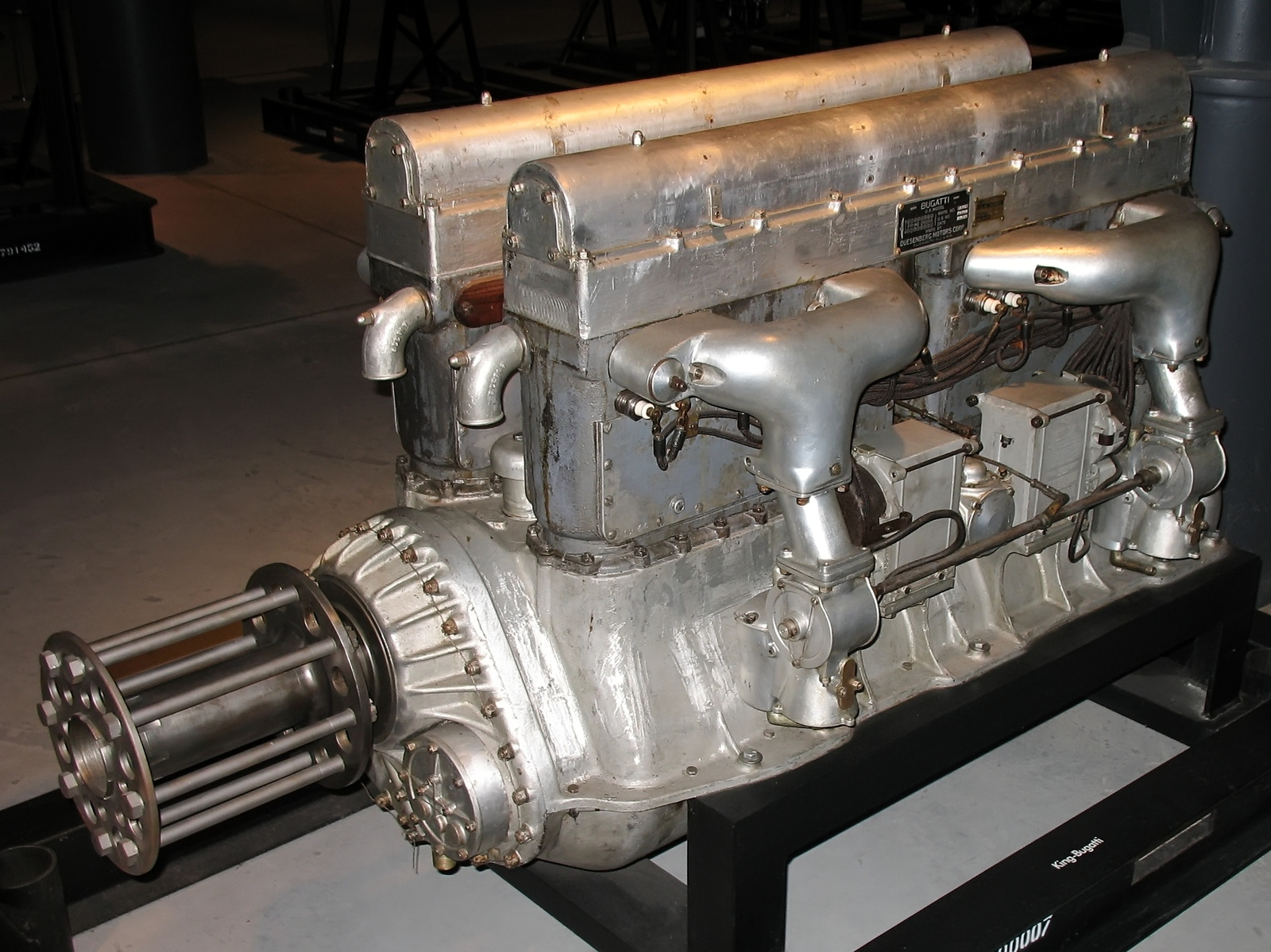
Bugatti U-16

Animace U-motoru

Motor s válci do U nebo motor s rovnoběžnými válci je typ dvouválcového nebo dvojřadého dvouhřídelového stojatého pístového spalovacího motoru, jehož osy válců resp. roviny řad válců jsou rovnoběžné. Motor má dva rovnoběžné klikové hřídele, které jsou vzájemně propojeny.